# John Lydon
John Joseph Lydon, bolj znan kot Johnny Rotten, angleški pevec punk glasbe, * 31. januar 1956, London.
Rotten je zaslovel kot pevec legendarne angleške punk skupine Sex Pistols.